# Нормальний морфізм
В теорії категорій нормальний морфізм (відповідно Конормальний морфізм) — морфізм, що є ядром (відповідно коядром) деякого морфізма. Нормальна категорія — категорія, в якій кожен мономорфізм є нормальним. Відповідно, в конормальній категорії кожен епіморфізм є конормальним. Категорія називається бінормальною, якщо вона є нормальною і конормальною одночасно.

## Приклади
- В категорії груп мономорфізм f з H в G є нормальним тоді і тільки тоді, коли його образ є нормальною підгрупою групи G. Це і є причиною терміна «нормальний морфізм».

- З другого боку, кожен епіморфізм у категорії груп є конормальним (оскільки він є коядром свого ядра), тому ця категорія є конормальною.

- У довільній абелевій категорії кожен мономорфізм є ядром свого коядра і кожен епіморфізм є коядром свого ядра. Отже, абелеві категорії є бінормальними.

- Категорія абелевих груп — найважливіший приклад абелевої категорії і, зокрема, кожна підгрупа абелевої групи є нормальною.